# آزمون (فیلم ۲۰۰۳)
آزمون (به رومانیایی: Examen) یک فیلم رومانیایی به کارگردانی تیتوس مونتیانو است که در سال ۲۰۰۳ منتشر شد.

## بازیگران
- گئورگه دینیکا
- کلارا ودا
- گئورگه ویسو
- کوکا بلوس
- ماریا دینولسکو
- والنتین اوریتسکو
- امیل هُـشتینا